# Награда Славиша Николин Живковић
Награда Славиша Николин Живковић додељује се за најбољи необјављени књижевни рукопис написан на српском језику. Награду додељују Друштво књижевника и књижевних преводилаца Ниша и Град Ниш у сарадњи са Нишким културним центром.

## О награди
Сваке године, 3. априла, на дан рођења Славише Николин Живковића, проглашава се име Лауреата, а тиме књижевна награда настоји да сачува успомену на писца чије име носи и његову књижевну заоставштину. Награда је установљена 2016. године, а од 2019. године, Одлуком Скупштине Града Ниша прераста у званично градско признање.Награда се састоји од Повеље и примерака тиража објављене књиге. Додељује се за најбољи необјављени књижевни рукопис написан на српском језику.

## Конкурс за награду
Конкурс за награду се расписује сваке године 1. октобра и траје до 30. децембра, а одлуку о Лауреату доноси трочлани жири, који на предлог Председништва Друштва, именује градоначелник Ниша у сазив са четворогодишњим мандатом. Према пропозицијама, на конкурс могу да се одазову ствараоци из целог света, а у конкуренцију улазе приспели необјављени књижевни рукописи поезије, прозе или драме написани на било којем од наречја српског језика.

## Чланови жирија
- 2016 — 2020: Снежана Божић, Александар Костадиновић, Жељко Митић
- 2020 — 2024: Иван Цветановић, Горан Живковић, Велимир Илић [3]
- 2024 — 2028: Звонко Карановић, Јелена Јовановић, Бранислав Јанковић [4]

## Лауреати

#### Од 2016. до 2024.
- 2016 — Зоран Пешић Сигма, за рукопис збирке прича Стровалија, приче о месту са кога пропада наша последња нада[5]
- 2017 — Стана Динић Скочајић, за рукопис збирке прича И нека ми после неко каже[6]
- 2018 — Милош Гроздановић, за рукопис романа Херцег Полански – Усмени испит из креативног писања[7]
- 2019 — Драган Ј. Ристић, за збирку прича Марфијево дошаптавање – 101 минијатура по Марфијевом закону Артура Блоха[8]
- 2020 — Конкурс није расписиван и награда није додељивана због пандемије.
- 2021 — Вукосав Делибашић, за рукопис романа Повратак из пакла[9]
- 2022 — Никола Пантић, за рукопис романа На путу до човека[10]
- 2023 — Бранислав Милтојевић, за рукопис романа Депјесаж[11]
- 2024 — Лена Петровић, за рукопис збирке прича Боље место[12]